# بنجامين دي كيولير
بنجامين دي كيولير (19 ديسمبر 1983 بجينك في بلجيكا - ) هو لاعب كرة قدم بلجيكي في مركز الوسط. شارك مع منتخب بلجيكا تحت 21 سنة لكرة القدم. أما مع النوادي، فقد لعب مع آر كي سي فالفيك وفاينورد ونادي جينك ونادي سينت ترويدن ونادي فيسترلو ونادي لوكيرين وهاسيلت.

## وصلات خارجية
- بنجامين دي كيولير على موقع الاتحاد البلجيكي (الإنجليزية)
- بنجامين دي كيولير على موقع قاعدة بيانات كرة القدم.إي يو (الإنجليزية)
- بنجامين دي كيولير على موقع Soccerway.com (الإنجليزية)
- بنجامين دي كيولير على موقع AS.com (الإسبانية)